# Witneklelvliegenvanger
De witneklelvliegenvanger (Platysteira hormophora; synoniem: Dyaphorophyia hormophora) is een zangvogel uit de familie Platysteiridae (lelvliegenvangers).

## Verspreiding en leefgebied
Deze soort komt voor van Sierra Leone tot Benin.

## Status
De grootte van de populatie is niet gekwantificeerd maar de soort wordt omschreven als schaars tot zeer algemeen. Op de Rode lijst van de IUCN heeft deze soort de status niet bedreigd.